# 皇领蜂鸟
，是雨燕目蜂鸟科的一种鸟类。
皇领蜂鸟体重约3.6克，翼长约51.8毫米，嘴峰长约18.4毫米，喙宽度约1.8毫米，喙厚度约1.8毫米，跗蹠长约5.4毫米，尾长约43.4毫米。皇领蜂鸟在其分布区内为留鸟，其栖息在半开放的高大树木组成的森林中，食性为草食性，主要食物来源是植物的花蜜。

## 亚种
- ：分布于在厄瓜多尔东南部和秘鲁北部。
- ：分布于秘鲁中部地区。[4]